# Petărci, Sofia
Petărci (în bulgară Петърч) este un sat în comuna Kostinbrod, regiunea Sofia,  Bulgaria. 

## Demografie
Componența etnică a satului Petărci
     Bulgari (89,07%)
     Romi (8,67%)
     Nicio identificare (2,06%)
     Altele (0,17%)
La recensământul din 2011, populația satului Petărci era de 2.225 locuitori. Din punct de vedere etnic, majoritatea locuitorilor (89,07%) erau bulgari, cu o minoritate de romi (8,67%). Pentru 2,06% din locuitori nu este cunoscută apartenența etnică.